# Berendries
Berendries er en vej og en bakke i den belgiske kommune Brakel, i de Flamske Ardenner, Østflandern. Vejen forbinder landsbykernerne Michelbeke og Sint-Maria-Oudenhove. Vejen går i øst-vestlig retning ned til Zwalm. En del af vejen er en hulvej.

## Cykelsport
Berendries er blevet besteget 38 gange under cykelløbet Flandern Rundt (1983-2010, 2012, 2013, 2015-2023). Stigningen består af en smal asfaltvej og ligger cirka 40 km fra målet i Meerbeke (indtil 2010). Siden målstregen i 2012 blev flyttet til Oudenaarde, ligger stigningen tidligere på ruten.
Desuden er Berendries inkluderet 27 gange (1983-1985, 1987-1996, 1998-2000, 2002, 2003, 2005-2010, 2013, 2015, 2016) i Omloop Het Nieuwsblad.
Den bliver også inkluderet i Dwars door Vlaanderen, Egmont Cycling Race, Tre dage ved Panne, Dwars door de Vlaamse Ardennen og Internationale Junioren Driedaagse. I 2014 var den en del af 5. etape af Eneco Tour.